# Walter z Clare
Walter z Clare (anglicky Gautier Fitz Richard či také Walter de Clare, † 1138) byl anglonormanský šlechtic, zakladatel kláštera Tintern.

## Život
Narodil se jako mladší syn Richarda z Clare, majitele panství Clare a Tonbridge v Anglii, a jeho manželky Rohese Giffardové. Většina informací o Walterovi pochází z díla Gesta Normannorum Ducum od Viléma z Jumièges. Před rokem 1119 získal od krále Jindřicha I. hrad Chepstow na anglicko-waleském pomezí. Před rokem 1131 Walter svědčil celkem na dvanácti Jindřichových listinách. Po Jindřichově smrti se přiklonil ve sporu o následnictví na stranu Štěpána z Blois, což lze vyvodit z toho, že Walter je uveden jako svědek na několika listinách z počátku jeho vlády.  Bojoval jeho jménem také v Normandii proti Geoffroyovi z Anjou. V roce 1131 Walter založil cisterciácký klášter Tintern, do něhož mniši přišli z francouzského kláštera L'Aumône. O tom, zda se Walter oženil, historikové vedou spory. Jisté je pouze to, že zemřel bezdětný, a to po roce po roce 1136, pravděpodobně roku 1138. Jeho dědicem se stal synovec Gilbert z Clare.